# Allium kharputense
Allium kharputense là một loài thực vật có hoa trong họ Amaryllidaceae. Loài này được Freyn & Sint. mô tả khoa học đầu tiên năm 1892.